# Krueng Dhoe
Krueng Dhoe is een bestuurslaag in het regentschap Pidie van de provincie Atjeh, Indonesië. Krueng Dhoe telt 883 inwoners (volkstelling 2010).